# Отоскопия

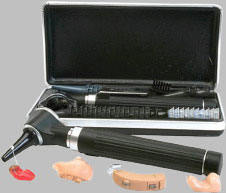
Отоскоп

Отоскопи́я (др.-греч. οὖς — ухо + σκοπέω — рассматриваю, исследую) — осмотр наружного слухового прохода, барабанной перепонки, а при её разрушении — барабанной полости с применением специальных инструментов. Под контролем отоскопии производят туалет уха, удаление инородных тел, полипов и грануляций, а также различные операции — парацентез, тимпанопункцию.
Впервые был предложен А. Трёльчем.
При проведении отоскопии используют воронки различных типов, в некоторых случаях врачи устанавливают перед воронкой линзы. Детальный осмотр проводится при помощи воронки Зигле. Воронку вводят в ухо, и наблюдают за движением барабанной перепонки при изменении давления. Для проведения более подробной диагностики может быть использован операционный микроскоп.